# Фоссомброне
Фоссомброне (итал. Fossombrone) — коммуна в Италии, располагается в регионе Марке, в провинции Пезаро-э-Урбино.
Население составляет 9827 человек (2008 г.), плотность населения составляет 92 чел./км². Занимает площадь 107 км². Почтовый индекс — 61034. Телефонный код — 0721.
Покровителем населённого пункта считается святой Sant’Aldebrando.

## Демография
Динамика населения:

## Известные уроженцы
- Буччи, Ансельмо (1887 — 1955) — итальянский художник, гравёр, писатель.

## Администрация коммуны
- Официальный сайт: http://www.comune.fossombrone.ps.it